# Potuș, Tîvriv
Potuș (în ucraineană Потуш) este un sat în comuna Șenderiv din raionul Tîvriv, regiunea Vinnița, Ucraina.

## Demografie
Componența lingvistică a localității Potuș
     Ucraineană (96%)
     Rusă (4%)
Conform recensământului din 2001, majoritatea populației localității Potuș era vorbitoare de ucraineană (96%), existând în minoritate și vorbitori de rusă (4%).